# Hyby distrikt
Hyby distrikt är ett distrikt i Svedala kommun och Skåne län. 
Distriktet ligger nordost om Svedala.

## Tidigare administrativ tillhörighet
Distriktet inrättades 2016 och utgörs av socknen Hyby i Svedala kommun.
Området motsvarar den omfattning Hyby församling hade 1999/2000.